# Simon Chemoiywo
Simon Chemoiywo (né le 20 avril 1968) est un athlète kényan, spécialiste des courses de fond. 

## Biographie
Il remporte la médaille d'or du 5 000 mètres lors des championnats d'Afrique 1993, à Durban en Afrique du Sud, dans le temps de 13 min 9 s 68, signant un nouveau record de la compétition.
Il remporte la corrida de la Saint-Sylvestre à São Paulo en 1992 et 1993.
Il décroche la médaille d'argent en individuel et la médaille d'or par équipes lors des championnats du monde de cross 1994. Il obtient l'or par équipes en 1995.
Il se classe deuxième des championnats d'Afrique 1996, derrière son compatriote Paul Koech.

### Palmarès
| Date | Compétition                    | Lieu     | Résultat | Épreuve                | Performance    |
| ---- | ------------------------------ | -------- | -------- | ---------------------- | -------------- |
| 1993 | Championnats d'Afrique         | Durban   | 1er      | 5 000 m                | 13 min 9 s 68  |
| 1994 | Championnats du monde de cross | Budapest | 2e       | Cross long individuel  |                |
| 1994 | Championnats du monde de cross | Budapest | 1er      | Cross long par équipes |                |
| 1995 | Championnats du monde de cross | Durham   | 8e       | Cross long individuel  |                |
| 1995 | Championnats du monde de cross | Durham   | 1er      | Cross long par équipes |                |
| 1996 | Championnats d'Afrique         | Yaoundé  | 2e       | 5 000 m                | 13 min 35 s 13 |

### Records
| Épreuve | Performance    | Lieu | Date        |
| ------- | -------------- | ---- | ----------- |
| 5 000 m | 13 min 10 s 66 | Rome | 9 juin 1993 |